# Autoroute Hanoï–Thai Nguyen
L'autoroute Hanoï–Thái Nguyên (vietnamien : Đường cao toc Hà Nội – Thái Nguyên, sigle CT.07) ou  nouvelle route nationale 3 Hanoï–Thái Nguyên (vietnamien : Quốc lộ 3 mới Hà Nội-Thái Nguyên) est une autoroute située au Viêt Nam,.

## Présentation
Thai Nguyen est un important centre industriel du delta du fleuve Rouge. L'autoroute améliore les liaisons entre les usines et les plates-formes de fret telles que l'Aéroport international de Nội Bài, le port de Hai Phong et le port de Ha Long, et constitue une voie alternative plus rapide et de plus grande capacité que la route nationale 3 .

## Parcours
La CT.7 traverse les localités suivantes : 
- Gia Lam (Hanoï): communes de Ninh Hiep et Yen Thuong ;
- Tu Son (Bắc Ninh): quartier Dinh Bang (ville de Tu Son );
- Yen Phong (Bac Ninh ): communes de Van Mon , Yen Phu , Hoa Tien et Tam Giang ;
- Dong Anh (Hanoï): communes de Duc Tu , Lien Ha et Van Ha ;
- Soc Son (Hanoï): communes de Viet Long , Bac Phu , Tan Minh , Tan Hung et Trung Gia ;
- Pho Yen (Thai Nguyen): Thuan Thanh , Tan Phu , Dong Cao , Tan Huong , Dong Tien , Bai Bong , Hong Tien ;
- Sông Công (Thai Nguyen): Luong Son , Tan Quang ;
- Thai Nguyen : Tich Luong et Tan Lap